# France 3
France 3 (Vroeger: FR3 of France Régions 3) is een van de publieke televisiezenders uit Frankrijk die bestaat sinds 31 december 1972. De zender is onderdeel van France Télévisions.
France 3 bestaat uit een nationale versie, en verschillende regionale versies, die elk eigen programma's uitzenden in een specifieke regio. Drie keer per dag worden bovendien regionale nieuwsprogramma's uitgezonden. In de Elzas, op Corsica, in Bretagne en in de Pyreneeën worden daarnaast programma's uitgezonden in de regionale talen.
France 3 is in België zowel op kabel als digitaal te ontvangen, in Nederland is France 3 beperkt op kabel beschikbaar, en verder alleen digitaal en per satelliet te ontvangen.
Enkele bekende eigen programma's op France 3 zijn:
- C'est pas sorcier
- Thalassa, een documentaireserie over de zee, sinds 1975 op tv;
- Des racines et des ailes, een documentaireserie over specifieke plaatsen in Frankrijk
- Des chiffres et des lettres, de Franse versie van Cijfers en Letters, sinds 1972 op tv;
- De nieuwsprogramma's 12/13, 19/20 en Soir/3, met regionale en nationale nieuwsuitzendingen.

France 3 zendt ook het Eurovisiesongfestival uit.